# Boulogne-Billancourt
Boulogne-Billancourt (wymowaⓘ) – miejscowość i gmina we Francji, w regionie Île-de-France, w departamencie Hauts-de-Seine. Przez miejscowość przepływa Sekwana.
Według danych na rok 2015 gminę zamieszkiwały 119 127 osób, a gęstość zaludnienia wynosiła 19 307 osób/km². Wśród 1287 gmin regionu Île-de-France Boulogne-Billancourt plasuje się na 2. miejscu pod względem liczby ludności, natomiast pod względem powierzchni na miejscu 601.).
W Boulogne-Billancourt zmarł i został pochowany hiszpański malarz kubistyczny Juan Gris.

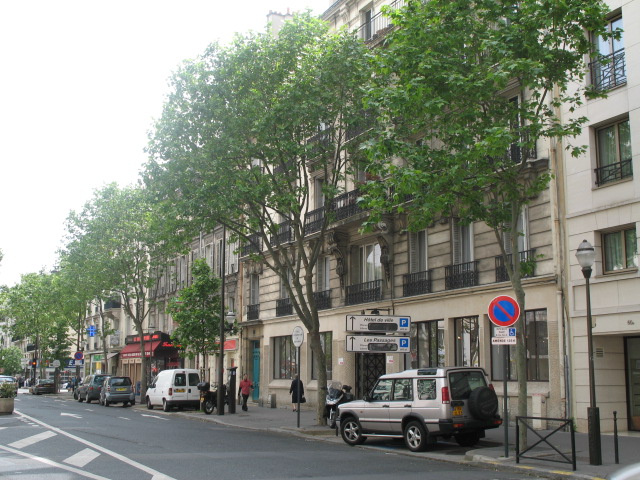
Jedna z ulic w Boulogne-Billancourt

## Położenie
Boulogne-Billancourt położone jest nad Sekwaną i graniczy od wschodu z 16. dzielnicą Paryża i od północy z wchodzącym w jej skład Laskiem Bulońskim. Przez Sekwanę graniczy z Saint-Cloud, Sèvres, Meudon oraz Issy-les-Moulineaux.

Położenie Boulogne-Billancourt w ramach aglomeracji paryskiej

## Historia
Od X w. na terenie późniejszego miasta istniała wioska Menuls-lès-Saint-Cloud. Nazwa Boulogne zaczęła być używana wraz z ukończeniem w 1330 gotyckiego kościoła pod wezwaniem Notre-Dame de Boulogne (N.M.P. z Boulogne). Przez długi czas Boulogne pozostawało miasteczkiem rolniczym. W XVIII i XIX w. zaczęły powstawać bogate rezydencje. Równolegle rozwijała się manufaktura i później przemysł. W XVII w. pojawiły się farbiarnie i pralnie. Pod koniec XIX w. w Boulogne rozwijał się przemysł lotniczy (Voisin, Kapferer, Farman), samochodowy (Renault skonstruował tam swoje pierwsze auto w 1898), filmowy (Abel Gance, Jean Renoir). W 1925 Boulogne zostało połączone z miejscowością Billancourt i oficjalnie zmieniło nazwę na Boulogne-Billancourt. W latach 30. XX wieku Boulogne-Billancourt stało się swoistym laboratorium architektury francuskiej, przede wszystkim modernistycznej, w której dominowała funkcjonalność i racjonalność.

## Gospodarka
Boulogne-Billancourt jest główną siedzibą koncernu motoryzacyjnego Renault oraz Française des Jeux, przedsiębiorstwa publicznego posiadającego we Francji monopol na organizację loterii i zakłady sportowe. W mieście swoją siedzibę na Francję ma też niemiecki koncern Henkel KGaA oraz katarska telewizja sportowa BeIN Sport.

## Edukacja
- École supérieure des sciences commerciales d’Angers

## Kultura i sztuka

### Muzea
W Boulogne-Billancourt istnieje kilka muzeów:
- Atelier Joseph-Bernard
- Biblioteka-Muzeum Marmottan
- Centrum Interpretacyjne Architektury i Dziedzictwa
- Espace Landowski
- Muzeum-Ogród Paul-Landowski
- Muzeum departamentalne Albert-Kahn
- Muzeum lat 30.

### Kina
Kina funkcjonujące w Boulogne-Billancourt:
- Pathé Boulogne
- Cinéma Landowski

## Parki i ogrody miejskie
- Parc Edmond de Rothschild
- Parchamp
- Parc des Glacières
- Square des Dominicaines
- Mail du maréchal Juin
- Jardins de la résidence Pouillon
- Square Farman
- Square de la rue des Longs Près
- Square de la rue Thiers
- Jardins de l'Hôtel de ville
- Parc de Billancourt
- Parc de l'île Seguin

## Miasta partnerskie
- Belgia: Anderlecht
- Niemcy: Neukölln
- Wielka Brytania: Hammersmith and Fulham
- Holandia: Zaanstad
- Włochy: Marino
- Serbia: Pančevo
- Izrael: Ra’ananna
- Stany Zjednoczone: Irving
- Tunezja: Susa, Tunezja
- Wybrzeże Kości Słoniowej: Abidżan